# Mathot Medische Speciaalzaken
Mathot Medische Speciaalzaken is een bedrijf dat zich heeft gespecialiseerd in verplegingsartikelen en dat in 1897 in Haarlem werd opgericht door Joseph Theodorus (Joop) Mathot. Heden ten dage is het bedrijf gespecialiseerd in stomazorg, wondzorg, (in)continentiezorg, compressietherapie, orthopedie, diabetes en levert het de hiervoor noodzakelijke hulpmiddelen. 

## Geschiedenis
Joop Mathot begon in 1897 het bedrijf als Speciaal Magazijn van Caoutchouc en Guttapercha. Op 31 mei 1897 werd het bedrijf officieel geopend.  In 1908 verhuisde het bedrijf naar een groter pand, waardoor er rolwatten, bandages, levertraan, hoestdranken, zalfjes en medische korsetten aan het assortiment konden worden toegevoegd. In 1922 vierde het bedrijf het 25-jarig jubileum en een jaar later schafte Mathot twee ambulances aan ten behoeve van ziekenvervoer, omdat daarvoor het vervoer plaatvond per rijwielbrancard en ziekentransportrijtuig. Joop Mathot overleed in 1936 en de leiding van het bedrijf kwam in handen van het echtpaar Antoon en Truus Spaargaren. In 1947 droeg het bedrijf de naam Firma J.T. Mathot. In 1962 nam Arnold van Bemmel de leiding van het bedrijf N.V. Gezondheidshuis over van Catharina Johanna Luca-Moores en werd in 1967 de Firma J.T. Mathot ondergebracht in het Gezondheidshuis. In 1970 pionierde Van Bemmel met stoma’s en stomazorg en ontwikkelde het eerste disposable opvangsysteem voor stomadragers en gaf het de naam Alvab als acroniem van zijn eigen naam. In 1981 nam de zoon Hans van Bemmel de leiding over en ontving in 1992 de titel Ondernemer van het jaar 1991. In 1997 kreeg de firma bij het 100-jarig jubileum het predicaat Hofleverancier uitgereikt van de burgemeester van Haarlem. Sinds 2000 werd het bedrijf door de Stichting Erkenningsregeling leveranciers Medische Hulpmiddelen (SEHM) erkend en kreeg het het ISO 9000 certificaat. In 2001 kreeg het bedrijf de handelsnaam Mathot Medische Speciaalzaken. In 2016 nam het bedrijf het Friese Dantuma Medische Speciaalzaak in Leeuwarden over en opende in Halfweg een nieuw logistiek centrum met een oppervlakte van 1400 m² voor de levering van medische hulpmiddelen, zoals stomamateriaal, katheters, verbandmiddelen enzovoort.

## Magazine
Voor gebruikers van de zorg van de firma bestaat het kwartaal-magazine Mathot, waarin veel nieuws over geestelijke en lichamelijk zorg wordt behandeld, met de nadruk op stoma-  en (in)continentiezorg. 